# Kinnecaris madagascarensis
Kinnecaris madagascarensis is een eenoogkreeftjessoort uit de familie van de Parastenocarididae. De wetenschappelijke naam van de soort is voor het eerst geldig gepubliceerd in 1952 door Chappuis.